# Handball-Bundesliga (vrouwen) 2020/21
Het Handball-Bundesliga seizoen 2020/21 (vrouwen) is het 36e seizoen van de Handball-Bundesliga, de hoogste Duitse handbalcompetitie bij de vrouwen. Er namen eenmalig zestien teams deel aan de competitie. Het seizoen begint op 5 september 2020 en eindigt op 22 mei 2021. 

## Gevolgen van de coronacrisis
Vanwege de coronapandemie werd het vorige seizoen 2019/20 vroegtijdig afgebroken. De Handball Bundesliga Frauen (HBF) heeft vervolgens besloten om de twee onderste teams niet te laten degraderen en de twee bovenste teams van de 2. Bundesliga wel te laten promoveren. Hierdoor wordt dit seizoen afgewerkt met zestien in plaats van veertien teams. Om het volgende seizoen weer met veertien teams te spelen, zullen de nummer 14, 15 en 16 van de ranglijst rechtstreeks degraderen. Bovendien zal de nummer 13 een play-off om degradatie spelen tegen de nummer 2 van de 2. Bundesliga.

## Competitieopzet
In de Bundesliga komen 16 teams uit die in 30 rondes uit- en thuiswedstrijden spelen.
- Een gewonnen wedstrijd levert 2 punten op, een gelijkspel levert 1 punt op en een verloren wedstrijd levert 0 punten op.
- De ranglijst bepaalt de eindrangschikking. Er worden geen play-offs gespeeld om het kampioenschap.
- De winnaar van de Bundesliga is Duits kampioen.
- De nummer 14, 15 en 16 van de ranglijst degraderen naar de 2. Bundesliga.
- De nummer 13 van de ranglijst speelt een play-off om degradatie spelen tegen de nummer 2 van de 2. Bundesliga.
- Bij een gelijk aantal punten is het doelsaldo beslissend. Indien het doelsaldo gelijk is wordt er gekeken naar het onderlinge resultaat.
- De kampioen kwalificeert zich voor de EHF Champions League.
- De Duitse bekerwinnaar, evenals het tweede en derde geklasseerde team kwalificeren zich voor de European Handball League (EHL). Indien de EHF een extra team toelaat tot de EHL, wordt dit ticket vergeven aan het volgende best geklasseerde team van de ranglijst.
- Indien de bekerwinnaar teven Duits kampioen is geworden, kwalificeert de verliezend bekerfinalist zich voor de European Handball League.
- De wedstrijden op doordeweekse dagen moeten aanvangen tussen 18:00 uur en 20:00 uur, op zaterdagen tussen 15:00 uur en 20:00 en op zondagen tussen 14:00 uur en 16:30 uur. In samenspraak met de tegenstander mag hiervan worden afgeweken.

## Teams
| Ploeg                      | Plaats                 | Deelstaat           | Trainer             | Hal                                                                       | Capaciteit  |
| -------------------------- | ---------------------- | ------------------- | ------------------- | ------------------------------------------------------------------------- | ----------- |
| Buxtehuder SV              | Buxtehude              | Nedersaksen         | Dirk Leun           | Schulzentrum Nord                                                         | 1.800       |
| BVB Dortmund Handball      | Dortmund               | Noordrijn-Westfalen | André Fuhr          | Sporthalle Wellinghofen                                                   | 2.500       |
| FRISCH AUF Göppingen       | Göppingen              | Baden-Württemberg   | Aleksandar Knežević | EWS-Arena                                                                 | 5.600       |
| 1. FSV Mainz 05            | Mainz                  | Rijnland-Palts      | Florian Bauer       | Sporthalle Wiesbaden am Elsäßer Platz/ Mehrzweckhalle Gymnasium Oberstadt | 1.200/??    |
| HL Buchholz 08-Rosengarten | Buchholz/Rosengarten   | Nedersaksen         | Dubravko Prelcec    | Nordheidehalle                                                            | 750         |
| HSG Bad Wildungen Vipers   | Bad Wildungen          | Hessen              | Tessa Bremmer       | Ense-Halle                                                                | 800         |
| HSG Bensheim/Auerbach      | Bensheim               | Hessen              | Heike Ahlgrimm      | Weststadthalle                                                            | 1.990       |
| HSG Blomberg-Lippe         | Blomberg               | Noordrijn-Westfalen | Steffen Birkner     | Schulzentrum Blomberg                                                     | 900         |
| Neckarsulmer Sport-Union   | Neckarsulm             | Baden-Württemberg   | Pascal Morgant      | Ballei Neckarsulm                                                         | 1.300       |
| SG BBM Bietigheim          | Bietigheim-Bissingen   | Baden-Württemberg   | Markus Gaugisch     | MHPArena/Halle am Viadukt                                                 | 3.715/1.300 |
| Kurpfalz-Bären             | Ketsch                 | Baden-Württemberg   | Adrian Fuladdjusch  | Neurotthalle                                                              | 1.100       |
| SV Union Halle-Neustadt    | Halle (Saale)          | Saksen-Anhalt       | Christian Denk      | ERDGAS Sportarena Halle-Neustadt                                          | 1.200       |
| Thüringer HC               | Erfurt/Bad Langensalza | Thüringen           | Herbert Müller      | Salza-Halle                                                               | 1.100       |
| TSV Bayer 04 Leverkusen    | Leverkusen             | Noordrijn-Westfalen | Michael Biegler     | Ostermann-Arena                                                           | 3.500       |
| TuS Metzingen              | Metzingen              | Baden-Württemberg   | Edina Rott          | Ösch-Sporthalle                                                           | 600         |
| VfL Oldenburg              | Oldenburg              | Nedersaksen         | Niels Bötel         | EWE Arena/Schulzentrum Eversten                                           | 2.300/1.300 |

## Ranglijst

### Eindstand
| Pos | Team                       | Wed | W  | G | V  | DV   | DT   | DS   | Ptn |
| --- | -------------------------- | --- | -- | - | -- | ---- | ---- | ---- | --- |
| 1   | BVB Dortmund Handball      | 30  | 30 | 0 | 0  | 1029 | 687  | +342 | 60  |
| 2   | SG BBM Bietigheim          | 30  | 26 | 1 | 3  | 913  | 710  | +203 | 53  |
| 3   | TuS Metzingen              | 30  | 21 | 2 | 7  | 925  | 762  | +163 | 44  |
| 4   | Thüringer HC               | 30  | 21 | 1 | 8  | 941  | 805  | +136 | 43  |
| 5   | HSG Blomberg-Lippe         | 30  | 20 | 3 | 7  | 880  | 810  | +70  | 43  |
| 6   | Neckarsulmer Sport-Union   | 30  | 18 | 1 | 11 | 881  | 851  | +30  | 37  |
| 7   | VfL Oldenburg              | 30  | 15 | 0 | 15 | 767  | 827  | −60  | 30  |
| 8   | TSV Bayer 04 Leverkusen    | 30  | 13 | 3 | 14 | 753  | 723  | +30  | 29  |
| 9   | HSG Bensheim/Auerbach      | 30  | 14 | 1 | 15 | 790  | 782  | +8   | 29  |
| 10  | Buxtehuder SV              | 30  | 13 | 2 | 15 | 803  | 780  | +23  | 28  |
| 11  | HSG Bad Wildungen          | 30  | 11 | 0 | 19 | 853  | 887  | −34  | 22  |
| 12  | SV Union Halle-Neustadt    | 30  | 9  | 2 | 19 | 693  | 818  | −125 | 20  |
| 13  | HL Buchholz 08-Rosengarten | 30  | 8  | 2 | 20 | 706  | 812  | −106 | 18  |
| 14  | FRISCH AUF Göppingen       | 30  | 7  | 2 | 21 | 759  | 856  | −97  | 16  |
| 15  | Kurpfalz-Bären             | 30  | 2  | 0 | 28 | 654  | 920  | −266 | 4   |
| 16  | 1. FSV Mainz 05            | 30  | 2  | 0 | 28 | 686  | 1003 | −317 | 4   |

### Legenda
| Kleur | Kwalificatie voor                                               |
| ----- | --------------------------------------------------------------- |
|       | EHF Champions League                                            |
|       | Winnaar DHB-Pokal, tweede kwalificatieronde EHF European League |
|       | Tweede kwalificatieronde EHF European League                    |
|       | Eerste kwalificatieronde EHF European League                    |
|       | Play-off om degradatie naar de 2. Bundesliga                    |
|       | Degradatie naar de 2. Bundesliga                                |

## Uitslagen
| Thuis ╲ Uit                | BVB   | BBM   | MET   | THU   | BLO   | LEV   | BSV   | BEN   | NSU   | OLD   | FAG   | BWV   | MAI   | KUR   | BUR   | HAL   |
| -------------------------- | ----- | ----- | ----- | ----- | ----- | ----- | ----- | ----- | ----- | ----- | ----- | ----- | ----- | ----- | ----- | ----- |
| BVB Dortmund Handball      |       | 30:28 | 25:20 | 38:29 | 36:25 | 31:29 | 36:19 |       | 42:24 | 35:17 | 37:28 | 36:28 | 38:23 | 36:21 | 39:15 | 38:21 |
| SG BBM Bietigheim          | 22:28 |       | 34:29 | 29:29 | 38:30 | 28:25 | 33:26 | 30:23 | 36:24 | 35:27 | 30:22 | 35:25 | 37:21 | 43:22 | 34:20 | 36:17 |
| TuS Metzingen              | 30:37 | 25:27 |       | 34:32 | 31:31 | 23:25 | 33:31 | 35:25 | 24:22 | 35:20 | 29:21 | 37:27 | 39:22 | 37:24 | 29:21 | 35:24 |
| Thüringer HC               | 30:36 | 33:30 | 32:28 |       |       |       |       |       |       |       |       |       |       |       |       |       |
| HSG Blomberg-Lippe         | 29:38 | 24:29 | 27:35 |       |       |       |       |       |       |       |       |       |       |       |       |       |
| TSV Bayer 04 Leverkusen    | 21:27 |       | 24:24 |       |       |       |       |       |       |       |       |       |       |       |       |       |
| Buxtehuder SV              | 21:28 | 24:29 | 26:28 |       |       |       |       |       |       |       |       |       |       |       |       |       |
| HSG Bensheim/Auerbach      | 28:38 | 29:32 | 19:31 |       |       |       |       |       |       |       |       |       |       |       |       |       |
| Neckarsulmer Sport-Union   | 29:31 | 17:24 | 25:36 |       |       |       |       |       |       |       |       |       |       |       |       |       |
| VfL Oldenburg              | 22:43 | 24:32 | 26:25 |       |       |       |       |       |       |       |       |       |       |       |       |       |
| FRISCH AUF Göppingen       | 17:28 | 22:27 | 31:37 |       |       |       |       |       |       |       |       |       |       |       |       |       |
| HSG Bad Wildungen          | 30:37 | 33:34 | 24:29 |       |       |       |       |       |       |       |       |       |       |       |       |       |
| 1. FSV Mainz 05            | 16:46 | 19:34 | 21:38 |       |       |       |       |       |       |       |       |       |       |       |       |       |
| Kurpfalz-Bären             | 22:42 | 22:31 | 14:35 |       |       |       |       |       |       |       |       |       |       |       |       |       |
| HL Buchholz 08-Rosengarten | 21:34 | 23:30 | 22:28 |       |       |       |       |       |       |       |       |       |       |       |       |       |
| SV Union Halle-Neustadt    | 22:39 | 17:29 | 23:26 |       |       |       |       |       |       |       |       |       |       |       |       |       |

## Statistieken

### Topscorers
| Rang | Naam                    | Team                       | Goals | Veld | 7m            | Goals/wedstrijd |
| ---- | ----------------------- | -------------------------- | ----- | ---- | ------------- | --------------- |
| 1    | Marketa Jerabkova       | Thüringer HC               | 250   | 173  | 77/92 (84%)   | 8,3             |
| 2    | Nele Franz              | HSG Blomberg-Lippe         | 235   | 123  | 112/129 (87%) | 7,8             |
| 3    | Marlene Zapf            | TuS Metzingen              | 199   | 125  | 74/91 (81%)   | 6,9             |
| 4    | Merle Carstensen        | VfL Oldenburg              | 189   | 105  | 84/107 (79%)  | 6,5             |
| 5    | Michaela Hrbková        | Frisch Auf Göppingen       | 180   | 129  | 51/68 (75%)   | 6,0             |
| 6    | Jana Scheib             | HSG Bad Wildungen Vipers   | 160   | 159  | 1/1 (100%)    | 5,3             |
| 7    | Irene Espinola Perez    | Neckarsulmer Sport-Union   | 156   | 153  | 3/6 (50%)     | 5,4             |
| 8    | Bo van Wetering         | TuS Metzingen              | 153   | 152  | 1/1 (100%)    | 5,1             |
| 9    | Maxime Struijs          | HSG Bad Wildungen Vipers   | 151   | 99   | 52/65 (80%)   | 5,0             |
| 10   | Svenja Huber            | TSV Bayer 04 Leverkusen    | 149   | 85   | 64/92 (70%)   | 5,1             |
| 11   | Kim Berndt              | HL Buchholz 08-Rosengarten | 147   | 92   | 55/68 (81%)   | 4,9             |
| 12   | Lisa Friedberger        | HSG Bensheim/Auerbach      | 146   | 66   | 80/101 (79%)  | 5,0             |
| 13   | Kim Naidzinavicius      | SG BBM Bietigheim          | 141   | 67   | 74/87 (85%)   | 4,9             |
| 14   | Malina Marie Michalczik | HSG Blomberg-Lippe         | 140   | 127  | 13/16 (81%)   | 4,7             |
| 15   | Antje Lauenroth         | SG BBM Bietigheim          | 137   | 137  | -             | 4,7             |

### Toeschouwers
| Rang | Team                       | Gemiddeld | Totaal | Thuisw. |
| ---- | -------------------------- | --------- | ------ | ------- |
| 1    | Thüringer HC               | 500       | 1.000  | 2       |
| 2    | SG BBM Bietigheim          | 425       | 1.700  | 4       |
| 3    | Buxtehuder SV              | 381       | 1.909  | 5       |
| 4    | VfL Oldenburg              | 340       | 1.021  | 3       |
| 5    | Neckarsulmer Sport-Union   | 304       | 1.217  | 4       |
| 6    | HSG Blomberg-Lippe         | 300       | 600    | 2       |
| 7    | TSV Bayer 04 Leverkusen    | 290       | 290    | 1       |
| 8    | Borussia Dortmund          | 266       | 800    | 3       |
| 9    | Frisch Auf Göppingen       | 266       | 800    | 3       |
| 10   | SV Union Halle-Neustadt    | 266       | 800    | 3       |
| 11   | HSG Bensheim/Auerbach      | 212       | 637    | 3       |
| 12   | HL Buchholz 08-Rosengarten | 183       | 915    | 5       |
| 13   | TuS Metzingen              | 180       | 180    | 1       |
| 14   | Kurpfalz Bären             | 145       | 290    | 2       |
| 15   | HSG Bad Wildungen Vipers   | 120       | 240    | 2       |
| 16   | 1. FSV Mainz 05            | 100       | 200    | 2       |
|      | Totaal                     | 280       | 12.599 | 45      |

## Selecties
1:  Rinka Duijndam ·
4: Alina Grijseels ·
6:  Clara Monti Danielsson ·
8:  Tessa van Zijl ·
10:  Inger Smits ·
11:  Tina Abdullah ·
14:  Delaila Amega  ·
18: Johanna Stockschläder ·
19:  Jennifer Gutiérrez Bermejo ·
20:  Merel Freriks ·
21:  Kelly Dulfer · 26: Isabell Roch · 30:  Yara ten Holte · 31:  Kelly Vollebregt · 43: Jennifer Rode · 66: Dana Bleckmann · 31:  Laura van der Heijden (vanaf 2020/12) · Coach: André Fuhr

Resultaten: Kampioen Bundesliga – 1/8 finale DHB-Pokal – 1/8 finale EHF Champions League
1:  Emily Stang Sando ·
3: Amelie Berger ·
5: Antje Lauenroth ·
10: Anna Loerper ·
13: Luisa Schulze ·
14:  Karolina Kudlacz-Gloc ·
15: Kim Naidzinavicius ·
19: Leonie Patorra ·
20: Nele Reimer ·
22: Xenia Smits ·
23:  Valentyna Salamakha · 24:  Danick Snelder (vanaf 2020/11) · 25:  Trine Østergaard Jensen · 27: Julia Maidhof · 28:  Stine Jørgensen · 34: Kim Braun · Coach: Markus Gaugisch

Resultaten: 2e plaats Bundesliga – Winnaar DHB-Pokal – 1/8 finale EHF Champions League
2: Marlene Zapf ·
4:  Katarina Pandza ·
6: Laeticia Quist ·
7:  Bo van Wetering ·
10: Lena Degenhardt ·
11:  Anna Albek ·
14:  Anika Niederwieser ·
15: Madita Kohorst ·
16: Nicole Roth ·
22: Maren Weigel ·
24:  Britt van der Baan · 26: Svenja Hübner · 34:  Silje Brøns Petersen · 51:  Marija Obradovic · 55:  Tamara Haggerty · 94: Rebecca Rott · 95:  Dorina Korsos · 99: Lena Schmid · Coach:  Edina Rott

Resultaten: 3e plaats Bundesliga – 1/2 finale DHB-Pokal – 2e ronde EHF European League
1. Laura Kuske ·
2.  Mariana Lopes ·
3.  Emma Ekenman-Fernis ·
4.  Beate Scheffknecht ·
6.  Anouk Nieuwenweg ·
9.  Asli Iskit ·
12.  Marie Davidsen ·
13. Meike Schmelzer ·
14.  Klara Schlegel ·
16.  Petra Blazek ·
18.  Iveta Luzumová ·
21. Ina Großmann ·
22. Arwen Rühl ·
24.  Ines Khouildi ·
27.  Kerstin Kündig ·
28.  Lýdia Jakubisová ·
48.  Nina Neidhart ·
51.  Marketa Jerabkova ·
57.  Josefine Huber ·
Coach: Herbert Müller

Resultaten: 4e plaats Bundesliga – 1/4 finale DHB-Pokal – Groepsfase EHF European League
3: Laura Rüffieux ·
5: Ann Kynast ·
7:  Isabelle Jongenelen ·
11: Lisa Rajes ·
12: Marie Andresen ·
13: Nele Wenzel ·
14:  Kamila Kordovska ·
16: Melanie Veith ·
18: Ndidi Agwunedu ·
19: Cara Reiche ·
20: Emelyn van Wingerden · 21: Nele Franz · 23: Cara Hartstock · 24: Malina Marie Michalczik · 26:  Jennifer Murer · 28:  Myrthe Schoenaker · Coach: Steffen Birkner

Resultaten: 5e plaats Bundesliga – 1/2 finale DHB-Pokal – 2e ronde EHF European League
1: Isabel Gois ·
2: Selina Kalmbach ·
4: Louisa Wolf ·
5:  Sara Senvald ·
6:  Nathalie Hendrikse ·
7:  Lynn Knippenborg ·
8:  Chantal Wick ·
10:  Lucija Zeba ·
12: Sarah Wachter ·
21:  Irene Espínola Pérez ·
23:  Jill Kooij · 33:  Lucie-Marie Kretzschmar · 34: Joanna Rode · 73:  Olivia Kamińska · 77: Carmen Moser · Coach: Pascal Morgant

Resultaten: 6e plaats Bundesliga – 1/8 finale DHB-Pokal
1: Julia Renner ·
2: Lisa-Marie Fragge ·
3: Lana Teiken ·
4: Toni Luisa Reinemann ·
6: Lina Genz ·
9:  Marloes Hoitzing ·
10: Kathrin Pichlmeier ·
12: Nele Reese ·
13: Jane Martens ·
14: Marie Steffen ·
15: Merle Carstensen · 20: Jenny Behrend · 24: Luisa Knippert · 25: Carina Aselmeyer · Coach: Niels Bötel

Resultaten: 7e plaats Bundesliga – 1/8 finale DHB-Pokal
2: Mareike Thomaier ·
3:  Živilė Jurgutytė ·
5: Kim Lara Hinkelmann ·
6:  Zoë Sprengers ·
7: Mia Zschocke ·
8: Lilli Matilda Holste ·
9: Jenny Souza ·
10: Jennifer Kämpf ·
11:  Annefleur Bruggeman ·
14: Fanta Keita ·
16: Vanessa Fehr · 17: Jule Polsz · 18:  Hildigunnur Einarsdóttir · 21: Nele Kurzke · 23: Svenja Huber · Coach: Michael Biegler

Resultaten: 8e plaats Bundesliga – 1/4 finale DHB-Pokal
5: Isabell Hurst ·
6: Leonie Kockel ·
7: Lotta Heider ·
9: Elisa Stuttfeld ·
10:  Simone Spur Petersen ·
11:  Sarah Dekker ·
13: Alicia Soffel ·
16: Jessica Kockler ·
17: Lisa Friedberger ·
18: Christin Kühlborn ·
26:  Sarah van Gulik · 29:  Ines Ivancok · 36:  Helen van Beurden · 44:  Julia Niewiadomska · 96:  Dionne Visser · Coach: Heike Ahlgrimm

Resultaten: 9e plaats Bundesliga – 1/8 finale DHB-Pokal
2: Liv Süchting ·
4: Johanna Heldmann ·
7: Lone Fischer ·
8: Mieke Düvel ·
9: Lisa Antl ·
11: Isabelle Dölle ·
13: Luisa Scherer ·
15: Meret Ossenkopp ·
16: Lea Rühter ·
20: Katharina Filter ·
21: Annika Lott · 22: Lynn Schneider · 25: Paula Prior · 28: Teresa von Prittwitz · 29: Paulina Golla · 77: Caroline Müller-Korn · Coach: Dirk Leun

Resultaten: 10e plaats Bundesliga – 1/4 finale DHB-Pokal
2: Annika Ingenpaß ·
4:  Sabine Heusdens ·
5: Larissa Platen ·
6:  Munia Smits ·
10: Maxi Mühlner ·
11: Kira Schnack ·
12:  Manuela Brütsch ·
15:  Maria Inês da Silva Pereira ·
16: Lea Schüpbach ·
20:  Maxime Struijs ·
22: Jana Scheib · 22: Marieke Blase · 27: Alina Otto · 33: Anna Maria Spielvogel · 77:  Vanessa Magg · 99: Vanessa Plümer · Coach:  Tessa Bremmer

Resultaten: 11e plaats Bundesliga – 1/4 finale DHB-Pokal
4: Pia Dietz ·
5: Saskia Lang ·
9: Laura Winkler ·
10: Nadine Smit ·
12:  Anica Gudelj ·
13: Swantje Heimburg ·
15:  Cecilie Woller ·
16: Thara Sieg ·
19: Lea Gruber ·
20:  Danique Boonkamp ·
21: Sophie Lütke · 22: Lena Smolik · 23: Leonie Nowak · 24:  Helena Egelund Mikkelsen · 31: Jenice Funke · 55: Julia Redder · 60: Alexandra Mazzucco · 75: Vanessa Dierks · 98:  Marija Gudelj · 99: Lara Lepschi · Coach: Christian Denk

Resultaten: 12e plaats 1. Bundesliga – 1/8 finale DHB-Pokal
1. Mareike Vogel ·
2.  Louise Cronstedt ·
3. Evelyn Schulz ·
5. Maj Rika Nielsen ·
7. Marleen Kadenbach ·
9. Marthe Nicolai · 
11. Sarah Lamp ·
12. Sophie Löbig ·
15. Kim Berndt ·
21. Svea Geist ·
22. Zoe Ludwig ·
24. Natalie Axmann ·
27. Melissa Luschnat ·
31. Alexia Hauf ·
33. Lisa Borutta ·
75. Julia Herbst ·
Coach:  Dubravko Prelcec

Resultaten: 13e plaats Bundesliga – Finale DHB-Pokal
1: Anne Bocka ·
2: Anja Brugger ·
5: Lisa Frey ·
8:  Roxana Alina Ioneac Joldes ·
11:  Michaela Hrbková ·
13:  Iris Andjic ·
18:  Romy Morf-Bachmann ·
19: Alexandra Tinti ·
21:  Sarka Marcikova ·
23:  Jasmina Rebmann-Jankovic ·
25:  Pascale Wyder · 32:  Lina Krhlikar · 83:  Edit Lengyel · 93:  Tina Welter · Coach:  Aleksandar Knežević

Resultaten: 14e plaats Bundesliga – 1/8 finale DHB-Pokal
3: Sina Michels ·
9: Lena Feiniler ·
13: Jule Haupt ·
17: Samira Brand ·
19: Sophia Sommerrock ·
20: Lea Marmodee ·
22: Saskia Fackel ·
23: Verena Oßwald ·
26: Cara Reuthal ·
33: Amelie Möllmann ·
34: Elena Fabritz · 65: Leonie Moormann · 66: Johanna Wiethoff · 82: Rebecca Engelhardt · 96: Lara Eckhardt · Coach: Adrian Fuladdjusch

Resultaten: 15e plaats Bundesliga – 1/8 finale DHB-Pokal
1.  Nina Kolundzic ·
4. Carina Gangel ·
5. Amelie Gilanyi ·
7. Aleksandra Dorsz ·
8. Sophia Michailidis ·
11. Anika Hampel ·
12. Kristin Schäfer ·
13. Stefanie Güter ·
14. Sophie Hartstock ·
18. Leah Schulze ·
20. Julie Jacobs ·
21. Natalie Adeberg ·
22.  Ellen Janssen ·
23. Denise Großheim ·
24. Elisa Burkholder ·
27. Franziska Fischer ·
44. Tina Kolundzic ·
77.  Nives Klobucar ·
Coach: Florian Bauer

Resultaten: 16e plaats Bundesliga – 1/8 finale DHB-Pokal

## Nederlanders in de Bundesliga
In het seizoen 2020/21 zijn 31 Nederlandse speelsters actief in de Bundesliga:
| Delaila Amega                         | BVB Dortmund Handball    | Helen van Beurden   | HSG Bensheim/Auerbach    | Danick Snelder (vanaf 2020/11) | SG BBM Bietigheim       |
| Rinka Duijndam                        | BVB Dortmund Handball    | Sarah Dekker        | HSG Bensheim/Auerbach    | Danique Boonkamp               | SV Union Halle-Neustadt |
| Kelly Dulfer                          | BVB Dortmund Handball    | Sarah van Gulik     | HSG Bensheim/Auerbach    | Anouk Nieuwenweg               | Thüringer HC            |
| Merel Freriks                         | BVB Dortmund Handball    | Dionne Visser       | HSG Bensheim/Auerbach    | Annefleur Bruggeman            | TSV Bayer 04 Leverkusen |
| Laura van der Heijden (vanaf 2020/11) | BVB Dortmund Handball    | Isabelle Jongenelen | HSG Blomberg-Lippe       | Zoë Sprengers                  | TSV Bayer 04 Leverkusen |
| Yara ten Holte                        | BVB Dortmund Handball    | Myrthe Schoenaker   | HSG Blomberg-Lippe       | Britt van der Baan             | TuS Metzingen           |
| Inger Smits                           | BVB Dortmund Handball    | Ellen Janssen       | Mainz 05                 | Tamara Haggerty                | TuS Metzingen           |
| Kelly Vollebregt                      | BVB Dortmund Handball    | Jasmina Janković    | FRISCH AUF Göppingen     | Bo van Wetering                | TuS Metzingen           |
| Tessa van Zijl                        | BVB Dortmund Handball    | Nathalie Hendrikse  | Neckarsulmer Sport-Union | Marloes Hoitzing               | VfL Oldenburg           |
| Sabine Heusdens                       | HSG Bad Wildungen Vipers | Lynn Knippenborg    | Neckarsulmer Sport-Union |                                |                         |
| Maxime Struijs                        | HSG Bad Wildungen Vipers | Jill Kooij          | Neckarsulmer Sport-Union |                                |                         |

## Media
- Iedere thuisvereniging is verplicht een rechtstreekse internetuitzending aan te bieden op het platform Sportdeutschland.TV. Het platform Sportdeutschland.TV is gratis beschikbaar (met reclame-onderbrekingen) en tegen een geringe abonnementsprijs zonder reclame-onderbrekingen beschikbaar. De livestreams zijn achteraf terug te kijken en zijn tevens beschikbaar buiten Duitsland. De wedstrijden moeten met minsten één camera in beeld worden gebracht.
- Eurosport Deutschland zendt verschillende Bundesliga wedstrijden uit, hoofdzakelijk op vrijdagavond. Dit is het tweede seizoen dat Eurosport de Bundesliga uitzendt.[3][4] De wedstrijden worden van commentaar voorzien van Uwe Semrau en voormalig Duits nationaal speelster Isabell Klein. Eurosport zendt de volgende wedstrijden uit:
  - Vrijdag 18.09.2020, 19.30 uur: VfL Oldenburg vs. HSG Bensheim/Auerbach, EWE-Arena,
  - Vrijdag 23.10.2020, 19.30 uur: Thüringer HC vs. TSV Bayer 04 Leverkusen, Salza-Halle
  - Vrijdag 30.10.2020, 19.30 uur: SG BBM Bietigheim vs. Borussia Dortmund, MHP-Arena
  - Zondag 27.12.2020, 15:00 uur: Thüringer HC vs. Borussia Dortmund, Salza-Halle
  - Zondag 27.12.2020, 16:30 uur: Frisch Auf Göppingen vs. Buxtehuder SV, EWS-Arena
  - Zaterdag 02.01.2021, 18:00 uur: HSG Blomberg-Lippe vs. TuS Metzingen, PHOENIX CONTACT arena
  - Vrijdag 19.02.2021, 19.30 uur: Buxtehuder SV vs. Borussia Dortmund, EWE Arena Oldenburg
  - Vrijdag 26.02.2021, 18.55 uur: TSV Bayer 04 Leverkusen vs. Buxtehuder SV, Ostermann-Arena, Leverkusen
  - Vrijdag 09.04.2021, 19.30 uur: Neckarsulmer Sport-Union vs. HSG Blomberg-Lippe, Ballei-Sporthalle, Neckarsulm